# Orogenesi Antler
L'orogenesi Antler è un evento tettonico che è iniziato nel Devoniano superiore, ma i cui effetti che sono poi proseguiti nel Mississippiano e fino all'inizio del Pennsylvaniano.
Le maggiori evidenze di questo evento orogenetico si trovano nello Stato americano del Nevada, ma i limiti dell'estensione non sono stati ben identificati. Grandi volumi di conglomerati di prevalente origine del Mississippiano che si trovano nel Nevada e nelle aree adiacenti, testimoniano l'esistenza di un importante evento tettonico e implicano anche le vicine aree di sollevamento tettonico e di erosione, ma la natura e le cause dell'evento sono ancora incerte e oggetto di discussioni.
Alcune delle classiche caratteristiche collegate ad un evento orogenetico, come il metamorfismo e le intrusioni granitiche, non sono ancora state collegate all'evento.